# Spetsnaz
Spetsnaz (acrónimo del ruso: Войска специального назначения - спецназ / Voiská spetsiálnogo naznachéniya) son los comandos de fuerzas especiales de élite militares y policiales de la actual Federación de Rusia. Su traducción literal sería «unidad de designaciones especiales». En otros países se usa la palabra Spetsnaz para referirse en concreto a las fuerzas especiales de Rusia y otros países exmiembros de la Unión Soviética.

## Historia
Las fuerzas especiales soviéticas se consolidaron tras la Segunda Guerra Mundial, cuando el Ejército Rojo operaba destacamentos de fuerzas de tareas especiales tras las líneas enemigas. Estas fuerzas dependían del NKVD y funcionaban como unidades de sabotaje y desestabilización. Tras la muerte del líder soviético Iósif Stalin, las unidades se reorganizaron como parte del Ejército, a cargo del Ministerio de Interior (MVD).
En la década de 1950, dentro las unidades aerotransportadas soviéticas, se crearon destacamentos especiales, como batallones de asalto o fuerzas especiales aerotransportadas. En plena Guerra Fría, se empezó a designar como Spetsnaz a las unidades soviéticas especializadas en misiones de vigilancia, sabotaje e incluso infiltración tras las líneas enemigas. En este sentido hay que diferenciar dos tipos de unidades, las integradas en el servicio de inteligencia de las fuerzas armadas y las que se dedican a operaciones de contraterrorismo, originalmente de la KGB.
El 24 de octubre de 1950 la Spetsnaz GRU fue creada como unidad especial. Subordinada al Departamento Central de Inteligencia del Estado Mayor de las Fuerzas Armadas (Ministerio de Defensa de Rusia), ha participado en conflictos como los de Afganistán, Chechenia y Siria. Su función principal en tiempos de guerra es la infiltración detrás de líneas enemigas, sabotaje de infraestructuras, operaciones contrainsurgencia y el apoyo especializado a unidades convencionales. Son especialistas en asesinato, demolición, espionaje y operaciones de inteligencia. El ejército, fuerzas aerotransportadas y la marina rusa cuentan con Spetsnaz GRU entre sus filas.
La creación y patrocinio de las brigadas Spetsnaz navales se debe al Mariscal de la Unión Soviética Gueorgui Zhúkov, siendo ministro de Defensa en funciones en 1957.
En 1974, se crearon los "Spetsnaz del FSB", subordinados al Ministerio del Interior. En ellos se debe diferenciar entre el Grupo Alfa, el Grupo Výmpel y el Grupo Smerch.

Grupo Alfa o Departamento 'A':
Creado en 1974 por iniciativa del entonces jefe del KGB Yuri Andrópov, con la función principal de la lucha antiterrorista. El asalto al palacio presidencial de Kabul (Operación Tormenta-333) defendido por varios centenares de guardaespaldas, fue el estreno del departamento Alfa. En Afganistán, el grupo Alfa participó en numerosas operaciones especiales.
Grupo Výmpel o Departamento 'V':
Creado en 1981 por el Coronel Yuri Drozdov. Se encarga de operaciones antiterroristas subversivas, con el objetivo de desestabilizar gobiernos extranjeros y capturar instalaciones claves. Su creación es más reciente y su rol exacto sigue sin estar claro.
Grupo Smerch o Departamento 'S':
Creado en 1999. Los oficiales de Smerch participan con frecuencia en la captura y transferencia de varios bandidos y líderes criminales altamente peligrosos. Las operaciones incluyen tanto la acción directa contra los bandidos como los arrestos de alto perfil y la vigilancia de los funcionarios del gobierno.

## Etimología
La abreviación rusa SPETSNAZ (Spetsiálnogo Naznachéniya), a veces pronunciado "SPECNAZ" y OSNAZ (Osóbogo Naznachéniya), ambos que significan "propósito especial", son utilizados comúnmente para referirse a la variedad de fuerzas de operaciones especiales, o fuerzas regulares asignadas a tareas especiales.
El término Spetsnaz después se utilizó para referirse a propósitos especiales y fuerzas de operaciones especiales. El público soviético solía saber muy poco acerca de sus fuerzas especiales hasta que después de la glásnost, llevada a cabo por Mijaíl Gorbachov, dónde muchos secretos del estado fueron revelados. Desde ese momento, historias acerca de los Spetsnaz y sus supuestas increíbles hazañas, algunas reales y otras altamente cuestionables, cautivaron la imaginación de los patriotas rusos, particularmente durante la perestroika y la era postsoviética. También un gran número de libros acerca de las fuerzas especiales de inteligencia soviéticas, tales como el libro de 1987 Spetsnaz: La historia detrás del SAS soviético, publicado por el exagente Víktor Suvórov, ayudaron a introducir el término Spetsnaz en los países de Occidente.

## SpetsnazGRU
La Spetsnaz GRU es la unidad de operaciones especiales del Directorio Principal de Inteligencia, el servicio de inteligencia de las Fuerzas Armadas de la Federación Rusa. Formada el 24 de octubre de 1950, la Spetsnaz GRU fue la primera unidad que recibió el nombre de Spetsnaz. Consideradas unas de las infanterías más eficaces del mundo, debido a su carácter secreto, las unidades de Spetsnaz GRU no cuentan con nombres como los Spetsnaz del FSB o el MVD, sino que solamente tienen una numeración (como por ejemplo «18.ª Brigada Spetsnaz»). La información que se conoce acerca de las operaciones de los Spetsnaz GRU es muy reducida, pero se sabe que han participado ampliamente en conflictos como los de Afganistán y Chechenia.
Las unidades especiales dependientes de la inteligencia militar (GRU) se organizan en las siguientes brigadas independientes:
2.ª Brigada SpN GRU - Fundada en el distrito militar de Leningrado.
3.ª Brigada SpN GRU - Asignada en su fundación a Berlín - Alemania del Este. Distrito militar Volga-Ural.
10.ª Brigada (de montaña) SpN GRU. Región de Krasnodar. Distrito militar del Cáucaso Norte.
12.ª Brigada SpN GRU - Fundada en el distrito militar Transcaucásico (URSS). Situada inicialmente en Tiflis, capital de Georgia. Actualmente en el distrito militar Volga-Ural.
14.ª Brigada SpN GRU - Fundada en el distrito militar del Este. Situada en la ciudad de Ussuriysk.
16.ª Brigada SpN GRU - Fundada en el distrito militar de Moscú. Riazán.
22.ª Brigada SpN GRU - Fundada inicialmente en Azerbaiyán, actualmente situada entre repúblicas autónomas rusas de Osetia del Norte e Ingushetia. Cuenta actualmente con batallones formados por chechenos, como los batallones Vostok y Západ. Distrito militar del Cáucaso Norte.
24.ª Brigada SpN GRU. Distrito militar de Siberia.

### Batallones independientes
216.ª Batallón SpN GRU. Moscú. Distrito militar de Moscú.
67.ª Brigada Spn GRU.

## Spetsnazdel VDV RF
- 45.ª Brigada Separada de Guardia de Designación Especial

## Spetsnazdel FSB
El FSB tiene 3 grupos de fuerzas especiales: Alfa (А), Výmpel (V), llamado también «Vega» y Smerch (S). El equipo Alfa se especializa en contraterrorismo y es una de las unidades especiales más respetadas en todo el mundo. El equipo Vega es relativamente un nuevo escuadrón, hecho de miembros del escuadrón Vega original (que pertenecía a MVD, antes de que se deshiciera la URSS), y veteranos del «Výmpel», uno de los más temidos grupos de sabotaje durante la guerra fría. El nuevo grupo Vega es el responsable para las operaciones previsibles, principalmente concerniente a las plantas atómicas y niveles nucleares en el planeta.

## Spetsnazdel MVD
El MVD tiene algunos Spetsnaz de las unidades de las Tropas en el interior, como «Vítyaz», «Rus», «Rósich», «Skif», «Grom», etc. Los soldados de las tropas Spetsnaz del ejército están altamente entrenados y bien equipados. Por ejemplo, la unidad «Rus» ha participado en muchos combates en Chechenia. Sus misiones varían desde misiones de reconocimiento, hasta asalto, pasando por apoyar durante operaciones antiterroristas al equipo Alfa.

## Operativos

### Misiones
Los comandos debían, en sus inicios, destruir los medios de lanzamiento de armas nucleares al igual que su asentamiento, mando y control. Más tarde se les asignarían más misiones: destrucción de sistemas de defensa aérea, artillería, cuarteles generales, aeródromos, puertos y unidades especiales. Se esperaba que no tuvieran conocimiento exacto de la situación de sus objetivos, y que los Spetsnaz los localizaran con medios electrónicos y visuales.

### Armas y equipamiento
Entre lo poco que se conoce del armamento utilizado por los Spetsnaz está el empleo de fusiles de asalto AK-74, AN-94 y AK-103. También usan pistolas con silenciador (PB y APB) de calibre 9.2 mm, así como una gran especialización en el uso de armas blancas. Los miembros de esta unidad disponen de un cuchillo de combate especial, denominado NR-2, que mediante el accionamiento de un dispositivo automático es capaz de lanzar la hoja con enorme fuerza para emplearse en distancias cortas. También se emplea el SVD Dragunov, el lanzacohetes RPG-16, los lanzamisiles antiaéreos portátiles SA-14, así como el fusil de francotirador OSB-96. Los miembros del Spetsnaz también reciben instrucción para manejar armas extranjeras.
Los Spetsnaz pertenecientes a la Marina cuentan con un fusil de asalto especial, capaz de disparar bajo el agua con un alcance cercano a los 100 metros, y con la pistola subacuática SPP-1, cuyo alcance se sitúa entre 7 y 17 metros.
Las unidades Spetsnaz están también muy familiarizados con el uso de explosivos de fragmentación, que pueden ser empleados a modo de minas Claymore. En cuanto a sus equipos de transmisiones, emplean pequeñas emisoras de radio con transmisiones de alta velocidad.

### Organización
Los Spetsnaz están organizados principalmente en brigadas, a las que se suman compañías Spetsnaz independientes adjuntas a los ejércitos: 
- Una compañía independiente por ejército (aprox. 41 en total).
- Una brigada por frente (aprox. 16 en total).
- Una brigada naval por flota (4 en total).
- Un regimiento por Comandante en Jefe de Dirección Central, equivalente a un teatro de operaciones (3 en total).
- Una unidad de información por frente y flota (20 en total).

Una compañía independiente Spetsnaz está formada por 9 oficiales,11 suboficiales y 95 hombres. En total 115 hombres que pueden operar en 15 grupos separados e independientes. Dentro del organigrama de la compañía Spetsnaz existe una unidad básica, que consta de un equipo de 8 a 10 soldados con un oficial. Cada equipo está provisto por especialistas en transmisiones, reconocimiento, médico, explosivos y francotirador.
La brigada Spetsnaz cuenta con 3 a 5 batallones, con algunas compañías especializadas adicionales, de entre 1000-1300 hombres que pueden subdividirse en unos 135 grupos.  La compañía de Plana Mayor puede permanecer durante largos periodos en la retaguardia enemiga, de paisano y con un dominio en idiomas para pasar desapercibida. La componen de 50 a 60 efectivos, entrenados para la eliminación de jefes políticos y militares enemigos. 
Los Spetsnaz navales siguen la estructura de la Infantería de Marina rusa, con una fuerza estimada entre los 1000 a 3000 hombres. Cada brigada naval se estructura en:
- Una compañía de información.
- Otra de anti-personalidades.
- Batallones especialistas: Dos o tres de buceadores de combate, un batallón paracaidista y un grupo de submarinos de bolsillo.
- Una compañía de transmisiones y otra de apoyo logístico.